# Петер Веєр
Петер Веєр (нім. Peter Weyer; 30 вересня 1879, Бад-Дюбен — 4 червня 1947, Франкфурт-на-Майні) — німецький воєначальник, генерал артилерії вермахту. Кавалер Німецького хреста в сріблі. 

## Біографія
В березні 1898 року вступив в армію. Учасник Першої світової війни. Після демобілізації армії залишений в рейхсвері. 31 березня 1933 року вийшов у відставку, керував навчанням артилеристів. В 1936 році повернувся у вермахт. З 6 жовтня 1936 по 15 червня 1940 року — командир 14-ї піхотної дивізії. Учасник Польської і Французької кампаній. З 20 червня по 25 листопада 1940 року — командувач 28-м армійським корпусом,  одночасно з 25 жовтня 1940 року — 10-м, з 1 травня 1941 року — 1-м військовим округом. 31 січня 1943 року відправлений в резерв фюрера, 31 березня звільнений у відставку. Після війни взятий в полон радянською окупаційною владою, де і помер.

## Нагороди
- Залізний хрест 2-го і 1-го класу
- Королівський орден дому Гогенцоллернів, лицарський хрест з мечами
- Хрест «За вислугу років» (Пруссія)
- Почесний хрест ветерана війни з мечами
- Медаль «За вислугу років у Вермахті» 4-го, 3-го, 2-го і 1-го класу (25 років)
- Застібка до Залізного хреста 2-го і 1-го класу
- Хрест Воєнних заслуг 2-го і 1-го класу з мечами
- Німецький хрест в сріблі (31 березня 1943)